# Moorwegschule Wedel

Moorwegschule Wedel

Die Moorwegschule ist eine von drei Grundschulen der Stadt Wedel (Schleswig-Holstein). Sie nahm ihren Schulbetrieb im August 1972 auf. Sie hatte im Schuljahr 2024/25 insgesamt 442 Schüler in 21 Klassen.
Die Schule ist eine offene Ganztagsgrundschule mit einer Mensa für die Mittagsverpflegung. Im Anschluss an den Unterricht bietet die Schule ein freiwilliges Angebot aus den Bereichen Sport, Technik, Kunst, Sprachen und Naturwissenschaften. Es gibt zusätzliche kostenpflichtige Schulkinderbetreuungsgruppen, von denen sich ein Teil an der Außenstelle, dem Pestalozzi-Förderzentrum, befindet.
Durch individualisierten Unterricht mit Binnendifferenzierung wird jedes Kind nach seinem Können gefördert und gefordert. Die Moorwegschule ist darüber hinaus Partnerschule für das Kooperative Schultraining im Primarbereich. Es handelt sich dabei um ein Unterstützungssystem, das in gemeinsamer Verantwortung von Schule und Jugendhilfe Kindern mit schweren sozial-emotionalen Schwierigkeiten helfen soll, wieder in Schule integriert zu werden.
Die Schule ist seit 2012 Trägerin des Qualitäts-Zertifikats „Gesunde Schule“ (Rezertifizierung 2015 und 2019). Sie ist damit eine von nur vier Schulen in Schleswig-Holstein, die im Rahmen des Audits „Gesunde Schule“ mehr als zweimal zertifiziert worden sind. Insgesamt sind in Schleswig-Holstein 21 Schulen mindestens einmal als „Gesunde Schule“ zertifiziert worden.